# Reima Söderman
Reima Söderman (ur. 29 sierpnia 1946) – fiński kierowca wyścigowy.

## Biografia
Karierę wyścigową rozpoczął od startów w Fińskiej Formule Vee. W 1980 roku zadebiutował w mistrzostwach Fińskiej Formuły Ford/VW. Został wówczas sklasyfikowany na czwartym miejscu, zaś w latach 1981 i 1983 – na piątym. W 1983 roku zadebiutował w Szwedzkiej Formule 3, rywalizując Marchem 793. Rok później rozpoczął używanie Ralta RT3. Startował wówczas w edycjach: europejskiej, brytyjskiej, fińskiej, skandynawskiej i szwedzkiej. Najlepiej sezon zakończył w edycji fińskiej, kończąc go na trzecim miejscu. Rok później startował w Finlandii i Wielkiej Brytanii. Na dalszym etapie kariery uczestniczył również w Nordyckiej Formule 3, Północnoeuropejskiej Formule Ford, Fińskiej Formule Ford Junior oraz w fińskiej serii Race Trucks.

## Wyniki
| Legenda oznaczeń w tabelach wyników Wyświetl szablon na nowej stronie | Legenda oznaczeń w tabelach wyników Wyświetl szablon na nowej stronie                                                                     |
| Oznaczenie                                                            | Wyjaśnienie |
| --------------------------------------------------------------------- | --- |
| Złoty                                                                 | Zwycięzca lub mistrzostwo |
| Srebrny                                                               | 2. miejsce lub wicemistrzostwo |
| Brązowy                                                               | 3. miejsce lub II wicemistrzostwo |
| Zielony                                                               | Ukończył, punktował (w klasyfikacji generalnej, gdy zdobył co najmniej jeden punkt na przestrzeni sezonu, poza trzema powyższymi opcjami) |
| Niebieski                                                             | Ukończył, nie punktował (w klasyfikacji generalnej, gdy nie zdobył co najmniej jednego punktu na przestrzeni sezonu)                      |
| Czerwony                                                              | Nie zakwalifikował się (NZ) |
| Czerwony                                                              | Nie prekwalifikował się (NPK) |
| Różowy                                                                | Nie ukończył (NU) |
| Różowy                                                                | Niesklasyfikowany (NS) (w klasyfikacji generalnej, gdy nie został sklasyfikowany w żadnym wyścigu sezonu)                                 |
| Czarny                                                                | Zdyskwalifikowany (DK) |
| Czarny                                                                | Wykluczony (WYK/EX) |
| Biały                                                                 | Nie wystartował (NW) |
| Biały                                                                 | Kontuzjowany (K/INJ) |
| Biały                                                                 | Wyścig odwołany (OD/C) |
| Bez koloru                                                            | Został wycofany (WYC/WD) |
| Bez koloru                                                            | Nie przybył (NP/DNA) |
| Bez koloru                                                            | Nie brał udziału w treningach (NT/DNP) |
| Bez koloru                                                            | Nie został zgłoszony (–) |
| Pogrubienie                                                           | Start z pole position |
| Kursywa                                                               | Najszybsze okrążenie wyścigu |
| †                                                                     | Nie ukończył, ale jego rezultat został zaliczony ze względu na przejechanie więcej niż 90% dystansu wyścigu.                              |
| *                                                                     | Sezon w trakcie |
| 1/2/3                                                                 | Punktowana pozycja w sprincie kwalifikacyjnym                                                                                             |
| Lista systemów punktacji Formuły 1                                    | |

### Europejska Formuła 3
| Rok  | Zespół                 | Samochód | Silnik | Wyniki w poszczególnych eliminacjach | Wyniki w poszczególnych eliminacjach | Wyniki w poszczególnych eliminacjach | Wyniki w poszczególnych eliminacjach | Wyniki w poszczególnych eliminacjach | Wyniki w poszczególnych eliminacjach | Wyniki w poszczególnych eliminacjach | Wyniki w poszczególnych eliminacjach | Wyniki w poszczególnych eliminacjach | Wyniki w poszczególnych eliminacjach | Wyniki w poszczególnych eliminacjach | Wyniki w poszczególnych eliminacjach | Wyniki w poszczególnych eliminacjach | Pkt. | Msc. |
| ---- | ---------------------- | -------- | ------ | ------------------------------------ | ------------------------------------ | ------------------------------------ | ------------------------------------ | ------------------------------------ | ------------------------------------ | ------------------------------------ | ------------------------------------ | ------------------------------------ | ------------------------------------ | ------------------------------------ | ------------------------------------ | ------------------------------------ | ---- | ---- |
| 1984 |                        |          |        | Wielka Brytania                      | Belgia                               | Francja                              | Francja                              | Austria                              | Wielka Brytania                      |                                      | Włochy                               | Włochy                               | Włochy                               | Szwecja                              | Francja                              | Hiszpania                            | 0    | NS   |
| 1984 | Reima Södermann Racing | Ralt RT3 | Toyota | 18                                   | NW                                   | -                                    | -                                    | -                                    | -                                    | -                                    | -                                    | -                                    | -                                    | NU                                   | -                                    | -                                    | 0    | NS   |

### Skandynawska Formuła 3
| Rok  | Zespół                 | Samochód | Silnik | Wyniki w poszczególnych eliminacjach | Wyniki w poszczególnych eliminacjach | Wyniki w poszczególnych eliminacjach | Wyniki w poszczególnych eliminacjach | Wyniki w poszczególnych eliminacjach | Wyniki w poszczególnych eliminacjach | Wyniki w poszczególnych eliminacjach | Wyniki w poszczególnych eliminacjach | Wyniki w poszczególnych eliminacjach | Wyniki w poszczególnych eliminacjach | Wyniki w poszczególnych eliminacjach | Pkt. | Msc. |
| ---- | ---------------------- | -------- | ------ | ------------------------------------ | ------------------------------------ | ------------------------------------ | ------------------------------------ | ------------------------------------ | ------------------------------------ | ------------------------------------ | ------------------------------------ | ------------------------------------ | ------------------------------------ | ------------------------------------ | ---- | ---- |
| 1984 |                        |          |        | Finlandia                            | Szwecja                              | Finlandia                            | Szwecja                              | Finlandia                            | Szwecja                              | Szwecja                              | Finlandia                            | Dania                                | Szwecja                              | Szwecja                              | 8    | 10   |
| 1984 | Reima Södermann Racing | Ralt RT3 | Toyota | ?                                    | 12                                   | 5                                    | NU                                   | ?                                    | -                                    | -                                    | 6                                    | -                                    | -                                    | -                                    | 8    | 10   |

### Brytyjska Formuła 3
| Rok  | Zespół                 | Samochód   | Silnik     | Wyniki w poszczególnych eliminacjach | Wyniki w poszczególnych eliminacjach | Wyniki w poszczególnych eliminacjach | Wyniki w poszczególnych eliminacjach | Wyniki w poszczególnych eliminacjach | Wyniki w poszczególnych eliminacjach | Wyniki w poszczególnych eliminacjach | Wyniki w poszczególnych eliminacjach | Wyniki w poszczególnych eliminacjach | Wyniki w poszczególnych eliminacjach | Wyniki w poszczególnych eliminacjach | Wyniki w poszczególnych eliminacjach | Wyniki w poszczególnych eliminacjach | Wyniki w poszczególnych eliminacjach | Wyniki w poszczególnych eliminacjach | Wyniki w poszczególnych eliminacjach | Wyniki w poszczególnych eliminacjach | Wyniki w poszczególnych eliminacjach | Pkt. | Msc. |
| ---- | ---------------------- | ---------- | ---------- | ------------------------------------ | ------------------------------------ | ------------------------------------ | ------------------------------------ | ------------------------------------ | ------------------------------------ | ------------------------------------ | ------------------------------------ | ------------------------------------ | ------------------------------------ | ------------------------------------ | ------------------------------------ | ------------------------------------ | ------------------------------------ | ------------------------------------ | ------------------------------------ | ------------------------------------ | ------------------------------------ | ---- | ---- |
| 1984 |                        |            |            | Wielka Brytania                      | Wielka Brytania                      | Wielka Brytania                      | Belgia                               | Wielka Brytania                      | Wielka Brytania                      | Wielka Brytania                      | Wielka Brytania                      | Wielka Brytania                      | Wielka Brytania                      | Wielka Brytania                      | Wielka Brytania                      | Belgia                               | Holandia                             | Wielka Brytania                      | Wielka Brytania                      | Wielka Brytania                      |                                      | 0    | NS   |
| 1984 | Reima Södermann Racing | Ralt RT3   | Toyota     | -                                    | -                                    | 15                                   | NW                                   | -                                    | -                                    | -                                    | -                                    | -                                    | -                                    | -                                    | -                                    | -                                    | -                                    | -                                    | -                                    | -                                    |                                      | 0    | NS   |
| 1985 |                        |            |            | Wielka Brytania                      | Wielka Brytania                      | Wielka Brytania                      | Wielka Brytania                      | Wielka Brytania                      | Belgia                               | Wielka Brytania                      | Wielka Brytania                      | Wielka Brytania                      | Wielka Brytania                      | Wielka Brytania                      | Wielka Brytania                      | Wielka Brytania                      | Wielka Brytania                      | Wielka Brytania                      | Belgia                               | Holandia                             | Wielka Brytania                      | 0    | NS   |
| 1985 | Magnum Racing Cars     | Magnum 853 | Volkswagen | NU                                   | 20                                   | NZ                                   | 24                                   | -                                    | -                                    | -                                    | -                                    | -                                    | -                                    | -                                    | -                                    | -                                    | -                                    | -                                    | -                                    | -                                    | -                                    | 0    | NS   |
| 1986 |                        |            |            | Wielka Brytania                      | Wielka Brytania                      | Wielka Brytania                      | Wielka Brytania                      | Wielka Brytania                      | Wielka Brytania                      | Wielka Brytania                      | Wielka Brytania                      | Wielka Brytania                      | Wielka Brytania                      | Holandia                             | Wielka Brytania                      | Wielka Brytania                      | Wielka Brytania                      | Wielka Brytania                      | Belgia                               | Belgia                               | Wielka Brytania                      | 0    | NS   |
| 1986 | Mike Rowe Racing       | Ralt RT30  | Volkswagen | -                                    | -                                    | -                                    | -                                    | -                                    | 15                                   | 15                                   | 14                                   | NU                                   | 16                                   | NW                                   | -                                    | -                                    | -                                    | -                                    | -                                    | -                                    | -                                    | 0    | NS   |

### Fińska Formuła 3
| Rok  | Zespół                 | Samochód | Silnik | Wyniki w poszczególnych eliminacjach | Wyniki w poszczególnych eliminacjach | Wyniki w poszczególnych eliminacjach | Pkt. | Msc. |
| ---- | ---------------------- | -------- | ------ | ------------------------------------ | ------------------------------------ | ------------------------------------ | ---- | ---- |
| 1984 |                        |          |        | Finlandia                            | Finlandia                            |                                      | 11   | 3    |
| 1984 | Reima Södermann Racing | Ralt RT3 | Toyota | 5                                    | 6                                    |                                      | 11   | 3    |
| 1985 |                        |          |        | Finlandia                            | Finlandia                            | Finlandia                            | 4    | 15   |
| 1985 | Reima Södermann Racing | Ralt RT3 | Toyota | -                                    | ?                                    | ?                                    | 4    | 15   |

### Szwedzka Formuła 3
| Rok  | Zespół                 | Samochód | Silnik | Wyniki w poszczególnych eliminacjach | Wyniki w poszczególnych eliminacjach | Wyniki w poszczególnych eliminacjach | Wyniki w poszczególnych eliminacjach | Wyniki w poszczególnych eliminacjach | Wyniki w poszczególnych eliminacjach | Pkt. | Msc. |
| ---- | ---------------------- | -------- | ------ | ------------------------------------ | ------------------------------------ | ------------------------------------ | ------------------------------------ | ------------------------------------ | ------------------------------------ | ---- | ---- |
| 1983 |                        |          |        | Szwecja                              | Szwecja                              | Szwecja                              | Szwecja                              | Szwecja                              | Szwecja                              | 0    | NS   |
| 1983 | Reima Södermann Racing | Ralt RT3 | Toyota | -                                    | -                                    | NU                                   | -                                    | -                                    | -                                    | 0    | NS   |
| 1984 |                        |          |        | Szwecja                              | Szwecja                              | Szwecja                              | Szwecja                              | Szwecja                              | Szwecja                              | 0    | NS   |
| 1984 | Reima Södermann Racing | Ralt RT3 | Toyota | 12                                   | NU                                   | -                                    | -                                    | -                                    | -                                    | 0    | NS   |